# 林孔谷 (亞利桑那州)
林孔谷（英語：Rincon Valley）是位於美國亞利桑那州皮馬縣的一個人口普查指定地區。根據2010年美國人口普查，該地共人口5139人，而該地的面積約為66.10平方千米。

## 地理
林孔谷的座標為32°06′44″N 110°41′16″W / 32.11222°N 110.68778°W，而該地最高點為海拔高度86米（即282英尺）。